# MOA-2007-BLG-192Lb
MOA-2007-BLG-192Lb, đôi khi được gọi rút ngắn thành MOA-192 b, là một hành tinh ngoài hệ Mặt Trời cách Trái Đất khoảng 3.000 năm ánh sáng thuộc chòm sao Nhân Mã. Hành tinh được phát hiện quay quanh sao lùn nâu hoặc ngôi sao có khối lượng nhỏ MOA-2007-BLG-192L. Với khối lượng xấp xỉ lớn hơn 3,3 lần so với khối lượng Trái Đất, nó là một trong những hành tinh ngoài hệ Mặt Trời có khối lượng nhõ nhất tại thời điểm khám phá. Nó được tìm thấy khi nó gây ra một sự kiện vi phân hấp dẫn vào ngày 24 tháng 5 năm 2007, được phát hiện như một phần của cuộc điều tra vi lọc MOA-II tại Đài thiên văn Đại học Mount John ở New Zealand.
Nhìn chung đây là một hành tinh sơ cấp nhỏ. Với khối lượng khoảng 6% so với khối lượng Mặt Trời, có lẽ nó quá nhỏ để duy trì các phản ứng nhiệt hạch, khiến nó trở thành một sao lùn nâu phát sáng một cách lờ mờ. Ngoài ra, khoảng cách dự kiến giữa MOA-2007-BLG-192Lb và hành tinh sơ cấp của nó là khoảng 0,62 đơn vị thiên văn. Điều đó có nghĩa là hành tinh có thể được hình thành với rất nhiều băng và khí, giống như Sao Hải Vương (một hành tinh băng khổng lồ) về thành phần so với Trái Đất (một hành tinh đất đá), theo nhà thiên văn học David Bennett thuộc Đại học Notre Dame.